# Carl Skoglund
Carl Skoglund, född 10 april 1884, död 11 december 1960, var en svensk-amerikansk kommunist. 

## Biografi
Skoglund var i sin ungdom aktiv som socialist och fackföreningsman i Sverige vilket fick honom svartlistad. Då han inte längre kunde få något arbete emigrerade han 1911 till USA. 
I USA arbetade Skoglund på järnvägar och som skogshuggare och han var politiskt aktiv i I.W.W. och Eugene Debs Socialist Party of America. Han översatte dessutom många av Karl Marx skrifter från tyska till engelska. Efter ryska revolutionen 1917 stödde Skoglund bolsjevikerna och var med och grundade det amerikanska kommunistiska partiet. Men Skoglund uteslöts ur partiet 1928 som trotskist. 
Tillsammans med James P. Cannon var Skoglund med och bildade det nya kommunistpartiet Socialist Workers Party. 
Carl Skoglund var med och organiserade den stora strejken i Minneapolis på 1930-talet, då arbetare och militär stred mot varandra på stadens gator. 
Under 1950-talet, försökte de amerikanska myndigheterna utvisa Skoglund ur landet och när han dog 1960 var han under utvisningshot. 